# Urtica pilulifera
Urtica pilulifera là loài thực vật có hoa trong họ Tầm ma. Loài này được L. miêu tả khoa học đầu tiên năm 1753.